# مک‌ری- هلنا (جورجیا)
مک‌ری- هلنا (به انگلیسی: McRae–Helena) یک منطقهٔ مسکونی در ایالات متحده آمریکا است که در شهرستان تلفر، جورجیا قرار دارد. مک‌ری- هلنا ۶۵۰ نفر جمعیت دارد.